# Освајачи олимпијских медаља у бобу двоседу за жене
Такмичења у бобу на Олимпијским играма налази се на програму од првих Зимских олимпијских игара у Шамонију 1924. али само у мушкој конкуренцији. Такмичења у женској конкуренцији уведена су тек на 19. Зимским олимпијским играма у Солт Лејк Ситију 2002. године и то само у дисциплини боб двосед. Освајачи олимпијских медаља у бобу двоседу за жене приказани су у следећој табели:
| Олимпијске игре      | Злато                                            | Злато   | Сребро                                     | Сребро  | Бронза                                           | Бронза  |
| -------------------- | ------------------------------------------------ | ------- | ------------------------------------------ | ------- | ------------------------------------------------ | ------- |
| Солт Лејк Сити 2002. | Jill Bakken · Vonetta Flowers¹ · САД II          | 1:37,76 | Sandra Prokoff · Улрике Холцер · Немачка I | 1:38,06 | Susi Erdmann · Никол Хершман · НемачкаII         | 1:38,29 |
| Торино 2006.         | Sandra Kiriasis · Anja Schneiderheinze · Немачка | 3:49.98 | Shauna Rohbock · Валери Флеминг · САД      | 3:50.69 | Gerda Weissensteiner · Jennifer Isacco · Италија | 3:51.01 |

- ¹ Vonetta Flowers је први такмичар црне пути који је освојио златну медаљу у историји Зимских олимпијских игара.

## Биланс медаља боб двосед за жене
|    | Држава     | Злато | Сребро | Бронза | Укупно |
| 1. | Немачка    | 1     | 1      | 1      | 3      |
| 2. | САД        | 1     | 1      | -      | 2      |
| 3. | Италија    | -     | -      | 1      | 1      |
|    | Укупно (3) | 2     | 2      | 2      | 6      |